# Ekonomia behawioralna
Ekonomia behawioralna – nauka interdyscyplinarna na pograniczu ekonomii i psychologii, badająca wpływ czynników psychologicznych, społecznych, poznawczych oraz emocjonalnych na podejmowanie decyzji gospodarczych przez jednostki i instytucje oraz konsekwencje tych decyzji.
Tradycyjna teoria ekonomii oparta jest na teorii racjonalnego wyboru, zgodnie z którą decydenci to doskonale racjonalne podmioty gospodarcze czy osoby fizyczne – podmioty gospodarujące (homo oeconomicus), które dążą do maksymalizacji korzyści ekonomicznych . Ekonomia behawioralna weryfikuje założenia ekonomii neoklasycznej na podstawie wyników badań socjologicznych i psychologicznych . Według Richarda Thalera ekonomia neoklasyczna zakłada, że ludzie są zdolni wykonywać skomplikowane obliczenia, są pozbawieni emocji, nigdy nie tracą samokontroli i są całkowitymi egoistami. Jego zdaniem takie założenia mogą pomóc stworzyć skuteczny model przewidujący zachowanie eksperta w danym temacie, ale nie są przydatne do analizy zachowania przeciętnego konsumenta.
Celem ekonomii behawioralnej jest analiza zachowań podmiotów gospodarczych w zakresie motywacji psychologicznych – nie przyjmuje założeń odnośnie do zachowań, lecz bada, jakie one są w rzeczywistości, między innymi szybkość i sposób podejmowania decyzji w odniesieniu do nowych informacji uzyskanych przez uczestników rynku. Ekonomia behawioralna pozwala zrozumieć anomalie występujące przy podejmowaniu decyzji przez uczestników rynku, niewyjaśnione na podstawie założeń racjonalności wyborów. Podstawowym pojęciem ekonomii behawioralnej jest błąd poznawczy.

## Historia
Związki między ekonomią a psychologią są widoczne w pracach filozofów starożytnej Grecji Ksenofonta (ok. 430–355 p.n.e.) i Arystotelesa (384–322 p.n.e.) .
W początkowym okresie rozwoju ekonomia klasyczna zawierała liczne odwołania do psychologii, etyki i moralności. Szkocki filozof Adam Smith (1723–1790) napisał Teorię uczuć moralnych (1759) – dzieło opisujące psychologiczne pryncypia indywidualnego zachowania, zauważając, że na podejmowanie decyzji przez jednostki wpływ mają emocje, aprobaty, dezaprobaty, uczciwość i awersja do strat . Angielski filozof i ekonomista Jeremy Bentham (1748–1832) pisał obszerne teksty na temat psychologicznego podszycia utylitaryzmu . W dziele An Introduction to the Principles of Morals and Legislation nawoływał nie tylko do pomiaru użyteczności z konsumpcji, ale również do mierzenia szczęścia .
Ekonomiści podczas rewolucji neoklasycznej na przełomie XIX i XX wieku zaczęli oddalać się od psychologii, jako że starali się naśladować nauki przyrodnicze , używając wyjaśnień zachowania ekonomicznego wywodzących się z przypuszczeń na temat natury czynników ekonomicznych – i jak uważał włoski ekonomista i socjolog Vilfredo Pareto (1848–1923) – na podstawie faktów empirycznych i bez stosowania pojęć takich jak użyteczność, wrażenia czy przyjemność (tzw. „przewrót paretowski” ) . Pomimo iż psychologia niemalże zniknęła z dyskusji o ekonomii na początku XX wieku, o psychologii ekonomicznej pisali m.in. francuski socjolog Gabriel Tarde (1843–1904) w dziele Psychologie économique (1902)  i amerykański psycholog George Katona (1901–1981) w dziele Psychological Analysis of Economic Behavior (1951) .
Rozwinięto koncepcję homo oeconomicus – paradygmat przedstawiony przez Johna Stuarta Milla (1806–1873) i jej psychologiczny aspekt był zasadniczo racjonalny. Pomimo to, psychologiczne wyjaśnienia nadal dostarczały informacji wielu ekonomistom związanym z ekonomią neoklasyczną – m.in. Francisowi Edgeworthowi (1845–1926), Vilfredo Pareto (1848–1923), Irvingowi Fisherowi (1867–1947) czy Johnowi Maynardowi Keynes’owi (1883–1946) .
Dominującym nurtem ekonomii stała się szkoła neoklasyczna, która sformalizowała i zmatematyzowała narzędzia analizy ekonomicznej, zbliżając ją do nauk ścisłych . Ekonomia neoklasyczna skupiła się na tym, w jaki sposób współdziałanie podaży i popytu na rynkach prowadzi do wyznaczenia cen, produkcji, podziału dochodów i bogactwa . Zachowanie podmiotów gospodarczych wyjaśnianie jest na podstawie szeregu założeń – racjonalne jednostki o nieograniczonych możliwościach przetwarzania informacji działają w interesie własnym w warunkach pełnej i doskonałej informacji w celu maksymalizacji oczekiwanej użyteczności lub zysku, a ich preferencje są spójne, także pod względem czasowym .
Modele oczekiwanej użyteczności i zdyskontowanej użyteczności zaczęły zyskiwać szeroką akceptację, generując sprawdzalne hipotezy na temat podejmowania decyzji pod wpływem przypadkowości oraz konsumpcji międzyokresowej. Wkrótce wiele zaobserwowanych i powtarzających się anomalii zakwestionowało te hipotezy . W 1953 roku francuski ekonomista Maurice Allais (1911–2010) zaproponował eksperyment – tzw. paradoks Allais – w celu podważenia przewidywań teorii oczekiwanej użyteczności .
W 1955 roku amerykański ekonomista Herbert Simon (1916–2001), jako jeden z pierwszych krytykował założenia o nieograniczonej zdolności do przetwarzania informacji i zaproponował teorię ograniczonej racjonalności (ang. bounded rationality)  – podmioty gospodarcze dążą do rozwiązań, które są zadowalające, a nie „maksymalizujące”, innymi słowy – dosyć dobre, ale nie najlepsze . Teoria ograniczonej racjonalności została pogłębiona przez Richarda Cyerta (1921–1998) i Jamesa Marcha (1928–2018) w ich behawioralnej teorii firmy (1964), przez Daniela Kahnemana (ur. 1934) i Amosa Tversky’ego (1937–1996) w ich teorii perspektywy (1979), przez George’a A. Akerlofa (ur. 1940) w pracach nad asymetrią informacji, a także przez Douglassa Northa (1920–2015) i Olivera Williamsona (ur. 1932), którzy opracowali hipotezę niepewności behawioralnej . W latach 90. XX w. prace Simona legły u podstaw badań niemieckiego psychologa Gerda Gigerenzera (ur. 1947) i jego studenta Daniela Goldsteina (ur. 1969), którzy postulowali, że racjonalność decyzji zależy od struktur występujących w środowisku a ludzie są „racjonalni ekologicznie”, gdy wykorzystują ograniczone możliwości przetwarzania informacji, stosując proste i inteligentne algorytmy, które mogą prowadzić do niemal optymalnych wniosków .

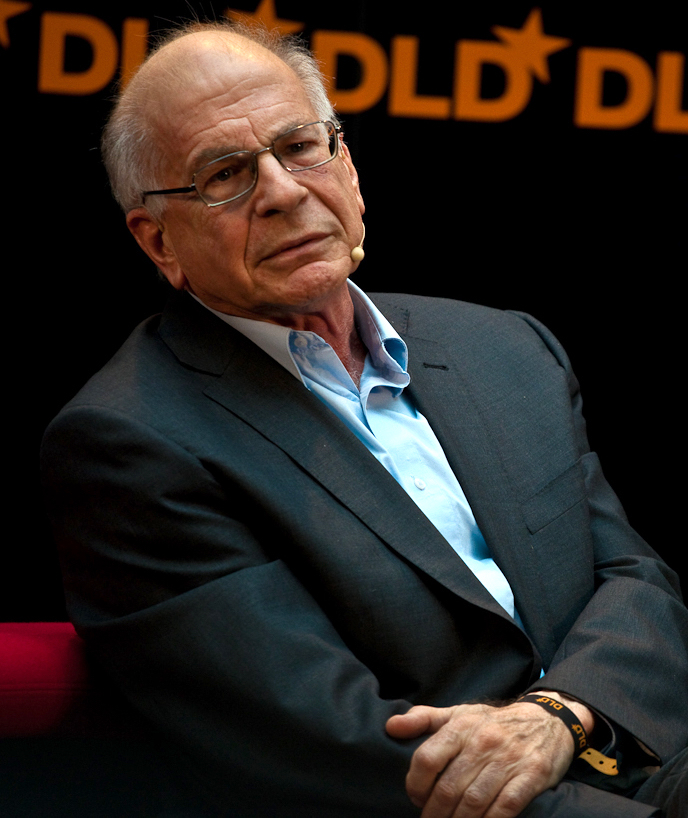
Daniel Kahneman, laureat Nagrody Banku Szwecji im. Alfreda Nobla w dziedzinie ekonomii w 2002 roku

W latach 60. XX w. psychologia poznawcza zaczęła wyjaśniać rolę mózgu jako narzędzia przetwarzania informacji (w przeciwieństwie do modeli behawiorystycznych). Psycholodzy tacy jak Ward Edwards (1927–2005), Amos Tversky (1937–1996) i Daniel Kahneman (ur. 1934) zaczęli porównywać swoje kognitywne modele podejmowania decyzji pod wpływem ryzyka i przypadkowości do modeli ekonomicznych racjonalnego zachowania .
W 1967 roku amerykański ekonomista Gary Becker (1930–2014) wysunął ekonomiczną teorię przestępstw, co przyczyniło się do dalszego zainteresowania rolą psychologii w procesach podejmowania decyzji . W 1976 roku wydał książkę The Economic Approach to Human Behaviour, w której przedstawił założenia teorii racjonalnego wyboru . Becker zastosował tę teorię do badań nad przestępczością czy małżeństwem, i uważał, że inne dyscypliny, takie jak socjologia, mogą uczyć się z założenia o „racjonalnym człowieku” .
W 1979 roku Kahneman i Tversky w artykule Prospect Theory: An Analysis of Decision Under Risk przedstawili teorię perspektywy (ang. prospect theory), która wyjaśniała podejmowanie decyzji w warunkach ryzyka  i pokazywała, że decyzje nie zawsze są optymalne a gotowość do podejmowania ryzyka zależy od kontekstu – zysku lub strat . Autorzy zastosowali techniki psychologii poznawczej dla wyjaśnienia anomalii ekonomicznych – zachowań nieracjonalnych . Ludzie bardziej nie lubią strat niż lubią zyski .
W 1980 roku Richard Thaler (ur. 1945) opublikował artykuł Toward a Positive Theory of Consumer Choice, w którym zakwestionował teorię racjonalnego wyboru (rozumianą jako maksymalizację użyteczności przy każdej podejmowanej decyzji) jako podstawę do prognozowania zachowań ekonomicznych konsumenta. Swoją krytykę oparł m.in. na teorii perspektywy, kosztach utopionych, samokontroli i podejmowaniu zobowiązań.
Na przestrzeni lat różne inne cechy psychologiczne zostały uwzględnione w teorii ekonomii behawioralnej, m.in. nadmierna pewność siebie, stronniczość projekcji czy efekty ograniczonej uwagi. W 1985 roku zorganizowano na uniwersytecie w Chicago konferencję, która zgromadziła czołowych naukowców – ekonomistów i psychologów, by zająć się implikacjami założeń racjonalności leżących u podstaw ekonomii i ocenić znaczenie dowodów dokumentujących naruszenia racjonalnych zachowań dla rozwoju zarówno ekonomii teoretycznej, jak i stosowanej . Po śmierci Tverskiego w 1996 roku, wydano zbiory artykułów w specjalnych edycjach pism naukowych dedykowanych pamięci Tverskiego: The Quarterly Journal of Economics (1997), The Journal of Risk and Uncertainty (1998) i Cognitive Psychology (1999) . W 2002 roku Daniel Kahneman otrzymał nagrodę Nobla w dziedzinie ekonomii za zintegrowanie wniosków z badań psychologicznych z naukami ekonomicznych, szczególnie dotyczących ludzkich osądów i podejmowania decyzji w warunkach niepewności .
Ekonomia behawioralna zajmowała się również problemem wyboru międzyokresowego. Czołowym konceptem jest ten o hiperbolicznej utracie wartości, zaproponowany w 1975 roku przez George’a Ainslie (ur. 1944) i rozwinięty m.in. przez Davida Laibsona (ur. 1966) i Matthew Rabina (ur. 1963). Teoria dyskontowania hiperbolicznego opisuje tendencję, zgodnie z którą wcześniejsze zyski są preferowane nad późniejszymi tym silniej, im bliższe są chwili obecnej .
Ekonomia behawioralna znalazła szczególne zastosowanie w dziedzinie finansów . Klasyczne modele finansowe zakładały perfekcyjny rynek działający na podstawie pełnych informacji i racjonalnych zachowań i oczekiwań . Takie założenia powodowały, że w długim okresie nie było możliwe uzyskania dodatniej stopy wzrostu z inwestycji, ponieważ dzięki wszystkowiedzącym racjonalnym graczom, poziom cen i spadek stopy zysku dopasowywał się do poziomu normalnego . Stało to w sprzeczności z obserwacjami empirycznymi . Anomalie rynkowe powodowane są błędami poznawczymi i innymi błędami jakie popełniają ludzie przy przetwarzaniu informacji .
W 2013 roku ekonomista Robert J. Shiller otrzymał nagrodę Nobla w dziedzinie ekonomii za wkład w empiryczną analizę cen aktywów .

## Metodologia
Początkowo ekonomia behawioralna i teorie finansowe były rozwijane prawie wyłącznie przez eksperymentalne obserwacje i wyniki sondaży, aczkolwiek w ostatnich czasach dane zaczerpnięte z realnego świata zajęły bardziej poważną pozycję. Funkcjonalny magnetyczny rezonans jądrowy uzupełnił te starania poprzez jego użytek w określeniu, które obszary mózgu są aktywne podczas różnych etapów podejmowania decyzji ekonomicznych. Eksperymenty symulujące sytuacje rynkowe jak handel na rynku papierów wartościowych oraz aukcje są postrzegane jako szczególnie przydatne, jako że mogą być używane w celu izolacji efektu konkretnego odchylenia na podstawie zachowania; zaobserwowane zachowanie rynkowe może być wyjaśnione na wiele sposobów, ostrożnie zaprojektowane eksperymenty mogą zawęzić grono wiarygodnych wyjaśnień. Eksperymenty są zaprojektowane tak, aby były motywacyjno-kompatybilnymi, a zobowiązujące transakcje z wykorzystaniem prawdziwych pieniędzy są „normą”.

## Kluczowe obserwacje
W finansach i ekonomii behawioralnej wyróżniamy trzy główne tematy:
1. Heurystyka: ludzie często podejmują decyzję bazując na szacunkowych regułach kciuka, a nie na ściśle racjonalnej analizie. Zobacz także: odchylenia kognitywne i ograniczona racjonalność;
2. Framing: sposób, w jaki problem jest ukazany podejmującemu decyzje, będzie miał wpływ na jego działanie;
3. Nieefektywność rynkowa: istnieją wyjaśnienia dla zaobserwowanych wyników rynkowych, które są przeciwieństwem racjonalnych oczekiwań i wydajności rynkowej. Zawierają one źle ustalone ceny, irracjonalne podejmowanie decyzji i anomalie zwrotów. Szczególnie Richard Thaler opisał specyficzne anomalie rynkowe z perspektywy behawioralnej.

Barberis, Shleifer i Vishny (1998) oraz Daniel, Hirschleifer i Subrahmanyam (1998) zbudowali modele oparte na ekstrapolacji (widzeniu modeli w losowych sekwencjach) oraz nadmiernej pewności siebie w celu wyjaśnienia awaryjnych nad- i podreakcji rynkowych, jednak nad źródłem nieprawidłowych reakcji ciągle się debatuje. Te modele zakładają, że błędy i odchylenia są powiązane ze sobą poprzez czynniki, tak żeby się wzajemnie nie redukowały. Miałoby to miejsce jeśli duża frakcja czynników patrzyłaby na ten sam sygnał (jak np. porada analityka) lub miała wspólne odchylenie.
Ogólniej mówiąc, odchylenia kognitywne mogą mieć ogólnie anomalne efekty jeśli ma miejsce społeczne udzielanie się uczuć (powodując zbiorową euforię lub strach) pomysły, prowadząc do zjawisk takich jak instynkt stadny lub grupowe myślenie. Finanse behawioralne i ekonomia opiera się tak jak na psychologii społecznej w obrębie dużych grup, jak i na psychologii indywidualnej. W niektórych modelach zachowań niewielka grupa dewiacyjna może mieć istotny wpływ na poszerzanie rynku (np. Fehr i Schmidt, 1999).

## Zagadnienia ekonomii behawioralnej
Modele w ekonomii behawioralnej są zazwyczaj adresowane do konkretnej zaobserwowanej anomalii rynkowej i modyfikują standardowe neoklasyczne modele poprzez opisywanie podejmujących decyzję jako używających heurystyki oraz będących dotkniętymi wpływami framingowymi. Generalnie mówiąc ekonomia mieści się w ramach neoklasyczności, jednak standardowe założenie racjonalnego zachowania jest często kwestionowane.

### Heurystyka
- Teoria perspektywy
- Niechęć do straty
- Tendencja do status quo
- Paradoks hazardzisty

### Framing
- Framing kognitywny
- Księgowanie umysłowe
- Kotwiczenie

### Anomalie (zachowanie ekonomiczne)
- Efekt dyspozycji
- Efekt posiadania
- Niechęć do nierówności
- Recyprokacja
- Hipoteza cyklu życia
- Niespójność dynamiczna
- Inwestowanie z rozmachem
- Strach i zachłanność
- Instynkty stadne
- Koszty utopione

### Anomalie (ceny rynkowe i zwroty)
- Zagadka sprawiedliwości płac
- Płaca proefektywnościowa
- Lepkość cen
- Limity arbitrażu
- Zagadka dywidendy
- Tłusty ogon
- Efekt kalendarza

## Krytyka i wsparcie ekonomii behawioralnej
Krytycy ekonomii behawioralnej zazwyczaj podkreślają racjonalność czynników ekonomicznych (m.in. Myagkov i Plott (1997)). Ich argumentem jest to że zachowanie obserwowane w eksperymentach nie ma odniesienia do sytuacji rynkowych, jako że możliwości nauki i konkurencja zapewnią przynajmniej bliskie oszacowanie racjonalnego zachowania.
Inni zauważają, że teorie kognitywne, jak teoria perspektywy są modelami podejmowania decyzji, a nie uogólnione zachowania ekonomiczne i mają odniesienie tylko w przypadku problemów dotyczących jednorazowych decyzji przedstawionych uczestnikom eksperymentu lub respondentom w ankiecie.
Tradycyjnie usposobieni ekonomiści są także sceptycznie nastawieni na techniki oparte na eksperymentach i sondażach, które są powszechnie używane w ekonomii behawioralnej.
Ekonomiści zazwyczaj podkreślają wyższość odsłoniętych (ujawnionych) preferencji nad preferencjami stwierdzonymi (w sondażach) w determinacji wartości ekonomicznej. Eksperymenty i sondaże muszą być zaprojektowane ostrożnie w celu uniknięcia odchyleń systemowych, zachowań strategicznych i braku zgodności bodźców, a i tak wiele ekonomistów jest nastawionych nieufnie do wyników otrzymanych tą metodą z powodu trudności w wyeliminowaniu ww. problemów.
Niektórzy badacze wskazują, że uczestnicy eksperymentów z zakresu ekonomii behawioralnej są mało reprezentatywni i przez to wyciąganie ogólnych wniosków z takich eksperymentów jest niemożliwe. Ukuty został akronim WEIRD (ang. Western, Educated, Industrialized, Rich, and Democratic – Zachodnie, Wyedukowane, Uprzemysłowione, Bogate i Demokratyczne społeczeństwa) opisujący badanych.
Rabin (1998) wyklucza te krytyki, twierdząc, że wyniki są zazwyczaj reprodukowane w różnych sytuacjach i państwach oraz mogą prowadzić do dobrego teoretycznego wglądu w sprawę. Ekonomiści behawioralni połączyli te krytyki poprzez skupienie się na badaniach dziedziny bardziej niż na eksperymentach laboratoryjnych. Niektórzy ekonomiści postrzegają ten rozłam jako zasadniczy schizm pomiędzy ekonomią eksperymentalną i behawioralną, lecz wiodący behawioralni i eksperymentalni ekonomiści mają skłonność do nakładania na siebie technik i podejść w kwestii odpowiadania na zwykłe pytania.
Inni zwolennicy ekonomii behawioralnej zauważają, że modelom neoklasycznym często nie udaje się przewidzieć wyników w kontekście realnego świata. Behawioralny wgląd może być użyty w celu zaktualizowania neoklasycznych równań i ekonomiści behawioralni zauważają, że te odnowione modele nie tylko osiągają tak samo prawidłowe prognozy jak modele tradycyjne, ale również prawidłowo szacują niektóre wyniki, podczas gdy tradycyjnym modelom się to nie udaje.

## Finanse behawioralne

### Tematy finansów behawioralnych
Do jednego z ważniejszych zagadnień finansów behawioralnych należy pytanie „Dlaczego inwestorzy i menedżerowie (również kredytobiorcy i kredytodawcy) popełniają błędy systematyczne”. Pokazuje to jak owe błędy wpływają na ceny i zwroty (tworząc niewydajności rynkowe). Pokazuje to również co menedżerowie firm, innych instytucji i gracze giełdowi mogą zrobić aby wykorzystać niewydajności rynkowe (zachowanie arbitralne).
Finanse behawioralne rzucają światło na pewne niewydajności, pośród których znajdują się pod- i nadreakcje na informacje, jak przyczyny trendów rynkowych lub (w ekstremalnych przypadkach) baniek spekulacyjnych czy krachów finansowych. Takie nieprawidłowe reakcje są przypisywane ograniczonej uwadze inwestora, nadmiernej pewności siebie/optymizmowi oraz naśladowaniu (instynktowi stadnemu) oraz handlu hałaśliwego.
Inne kluczowe obserwacje poczynione w literaturze finansów behawioralnych zawierają brak symetrii (asymetria) pomiędzy decyzjami dotyczącymi pozyskiwania bądź zatrzymywania zasobów, kolokwialnie zwanych paradoksem „orła na dachu”, oraz silną niechęcią do straty bądź żalu powiązanego z każdą decyzją gdzie zasoby o wartości emocjonalnej (np. czyjś dom) mogłyby zostać bezpowrotnie stracone. Niechęć do straty zdaje się mieć odzwierciedlenie w zachowaniu inwestora jako brak woli sprzedaży udziałów lub innych akcji, jeśli miałoby to zmusić handlującego do zdania sobie sprawy ze straty nominalnej (Genesove & Mayer, 2001). Może również pomóc wyjaśnić dlaczego ceny rynkowe domów i mieszkań nie dostosowują się w dół do poziomów oczyszczania rynku w okresach niewielkiego popytu.
Benartzi i Thaler (1995), stosując wersję teorii perspektywy, twierdzą, że rozwiązali zagadkę dopłat do akcji, czegoś, czego konwencjonalne modele finansowe nie były w stanie dokonać do tej pory.
Niektórzy obecni badacze finansów eksperymentalnych używają metod eksperymentalnych, np. tworzenia sztucznego rynku poprzez pewien rodzaj symulacji oprogramowania w celu badania ludzkiego procesu podejmowania decyzji i zachowania na rynkach finansowych.

### Modele finansów behawioralnych
Niektóre modele finansowe używane w zarządzaniu pieniędzmi i wartościowaniu aktywów używają parametrów finansów behawioralnych, na przykład: Model Thalera dotyczący reakcji cen na informację z dwiema fazami, podreakcji-dostosowania-nadreakcji, tworzącymi trend cenowy.
Cechą charakterystyczną nadreakcji jest to, że średni zwrot ceny aktywów następujący po serii dobrych wiadomości jest mniejszy niż średni zwrot następujący po serii złych wiadomości. Innymi słowy, nadreakcja ma miejsce kiedy rynek reaguje zbyt silnie lub przez zbyt długi czas (trend stały) na wiadomości których następnie potrzebuje by być wyrównanym w przeciwnym kierunku. Skutkiem czego, aktywa które odnosiły sukces w przeszłości nie powinny być postrzegane jako wskazówka do inwestowania, jako że ich zwroty dostosowane do ryzyka w przyszłości są relatywnie niskie w porównaniu do akcji które były określane przegranymi w przeszłości.

### Krytyka finansów behawioralnych
Krytycy finansów behawioralnych, jak Eugene Fama, zazwyczaj popierają hipotezę rynku efektywnego (mimo że Fama mógł zmienić swoje stanowisko w tej kwestii w ostatnich latach). Ich argumentem jest to, że finanse behawioralne są bardziej zbiorem anomalii niż prawdziwą dziedziną finansów oraz że anomalie te w końcu zostaną usunięte z rynku bądź wyjaśnione przez odwołanie do dyskusji o mikrostrukturze rynku. Jakkolwiek, powinno się rozróżniać pomiędzy odchyleniami indywidualnymi i społecznymi; pierwsze mogą być wyrównane przez rynek, podczas gdy drugie mogą tworzyć pętle sprzężenia zwrotnego które prowadzą rynek coraz dalej od równowagi „sprawiedliwej ceny”.
Szczególny przykład tej krytyki znajdziemy w próbach wyjaśnienia zagadki równej dopłaty. Mówi się, że zagadka ta powstała przez bariery dostępu (praktyczne i psychologiczne) które tradycyjnie blokowały dostęp do rynku akcji pojedynczym jednostkom, oraz że zwroty pomiędzy akcjami i obligacjami powinny się stabilizować w czasie gdy zasoby elektroniczne otwierają rynek akcji dla większej liczby graczy (Patrz Freeman, 2004). W odpowiedzi, inni kontrargumentują, że większość osobistych funduszy inwestycyjnych jest zarządzanych przez fundusze emerytalne, więc działanie tych domniemanych barier strzegących dostępu do wejścia byłoby minimalne. Na dodatek, profesjonalni inwestorzy i zarządzający funduszami zdają się posiadać więcej obligacji niż mogłoby się spodziewać mając na uwadze zróżnicowanie zwrotów.

### Ilościowe finanse behawioralne
Ilościowe finanse behawioralne są nową dyscypliną wykorzystującą matematyczną i statystyczną metodologię w celu zrozumienia odchyleń behawioralnych w połączeniu z wartościowaniem. Niektóre z tych dążeń prowadzone były przez Gunduza Caginalpa (profesora matematyki i redaktora naczelnego Journal of Behavioral Finance w latach 2001–2004) oraz współpracowników, do których należeli Vernon Smith (laureat nagrody Nobla w dziedzinie Ekonomii), David Porter, Don Balenovich, Vladimira Ilieva, Ahmet Duran. Badania przeprowadzone przez Raya Sturma i innych wykazały zauważalne efekty behawioralne w akcjach i funduszach ETF.
Badania mogą być podzielone na następujące grupy:
1. Badania empiryczne które wykazują zauważalne odchylenia od teorii klasycznych
2. Modelowanie z użyciem założeń efektów behawioralnych wraz z nieklasycznym założeniem skończoności aktywów
3. Prognozowanie oparte na tych metodach
4. Badania eksperymentalnych rynków aktywów oraz użycie modeli w celu prognozowania eksperymentów

## Kluczowi autorzy zajmujący się ekonomią behawioralną
- Dan Ariely[27]
- Colin Camerer
- Ernst Fehr
- Daniel Kahneman
- David Laibson
- George Loewenstein
- Matthew Rabin
- Herbert Simon
- Paul Slovic
- Vernon Smith
- Richard Thaler
- Amos Tversky

## Kluczowi autorzy zajmujący się finansami behawioralnymi
- Malcolm Baker
- Gunduz Caginalp
- Werner DeBondt
- David Hirshleifer
- Terrance Odean
- Hersh Shefrin
- Robert J. Shiller
- Andrei Shleifer
- Richard Thaler
- Nicholas Barberis